# 鄰鈴縣
鄰鈴區是泰國首都曼谷轄下的50個区之一。根據泰國官方於2017年所做的人口普查數據顯示：居住於鄰鈴縣的總人口為122563人。
中國駐泰國大使館即位於鄰鈴縣。